# Entre platos anda el juego
Entre platos anda el juego fue un concurso de televisión, emitido por Telecinco entre 1990 y 1993. Esto es la versión española de "Il pranzo è servito".

## Mecánica
Concurso de preguntas y respuestas, emitido de lunes a viernes en horario de sobremesa. La particulariad del espacio consistía en que el cuestionario estaba siempre relacionado con el mundo de la gastronomía. Además, el concurso estaba aderezado con números de humor a cargo de Rafaela Aparicio.

## Presentadores
Los conductores iniciales fueron Juanito Navarro y Simón Cabido en la piel de los personajes que les habían proporcionado gran popularidad una década antes: Don Ciruelo y Doña Cocleta. A raíz de la enfermedad de Cabido (que terminó en su fallecimiento en mayo de 1992), desde febrero de 1992 su lugar fue ocupado por Miguel Caiceo. Posteriormente, en junio de 1992, sería el propio Navarro el que abandonase el programa, siendo sustituido por Jordi LP a partir de septiembre y hasta la cancelación definitiva del espacio.